# Svartgylling
Svartgylling (Oriolus hosii) är en fågel i familjen gyllingar inom ordningen tättingar.

## Utseende och läte
Svartgyllingen är en unikt svart gylling. Hanen är helsvart med något blåaktig glans, medan honnan har grå buk. Båda könen har en lysande röd näbb och mörkt rostrött på undergumpen. Sången är kort och ekande, i engelsk litteratur liknat vid "woo-wich’ew!". 

## Utbredning och systematik
Svartgyllingen förekommer i bergsskogar i norra Sarawak på norra Borneo. Den behandlas som monotypisk, det vill säga att den inte delas in i några underarter.

## Levnadssätt
Svartgyllingen hittas i bergsskogar. Den födosöker tystlåtet i trädtaket, ofta enstaka, men ibland i par eller smågrupper.

## Status
Svartgyllingen har ett begränsat utbredningsområde och världspopulationen tros därför vara liten. Den tros också minska på grund av habitatförlust. IUCN kategoriserar arten som nära hotad.

## Namn
Fågelns vetenskapliga artnamn hedrar Charles Hose (1863-1929), engelsk naturforskare och etnolog.